# Bärwalder See
Bärwalder See (hornolužickosrbsky Bjerwałdski jězor) je jezero v Německu, ve spolkové zemi Sasko. Jezero je rozlohou 13 km² největším jezerem Saska. Jezero vzniklo zatopením hnědouhelného dolu Bärwalde. Jezero se začalo napouštět v listopadu roku 1997 a napuštěno bylo v říjnu 2008. Největší hloubka je 50 metrů.
U jezera je plánované rekreační využití. Již před úplným napouštěním se budují rekreační objekty, přístavy. Buduje se též 25 km dlouhá okružní cesta.